# Alfa Romeo 182
Alfa Romeo 182 byl vůz Formule 1, který používal tým Alfa Romeo v sezóně 1982.

## Design
Alfa Romeo používala v roce 1982 tři různé modely: 179D (1 závod), 182 (14 závodů) a 182B (1 závod). Všechny modely závodily s motory Alfa Romeo 3,0 L V12. Alfa Romeo V12 byla vyrobena asi s 540 koňskými silami (433 kW) při 12 000 otáčkách za minutu.
V době, kdy měly trubice generující přítlak prakticky neomezené rozměry, se konstruktér Mario Tollentino rozhodl použít menší trubice, které neprocházely zadními polo hřídelemi pohonu a do nízkotlaké oblasti zasahovaly pouze spodní ovládací ramena zavěšení, což přineslo velmi čisté a účinné proudění vzduchu.
Varianta 182B byla poprvé testována při Grand Prix Belgie 1982 v Zolderu. Tato verze byla o 12 centimetrů užší a měla nový výfuk a prahy.
Při Grand Prix Itálie testoval Andrea de Cesaris turbo variantu tohoto vozu, označenou jako 182T, která měla turbomotor V8. V závodě však nebyl použit. Tato verze byla odvozena od verze 182D. Vůz 182T byl přestavěn na jeden z pěti vůz 183T později v následující sezóně.

## Shrnutí sezóny
Vůz debutoval při Grand Prix Brazílie 1982. Ve třetím závodě sezóny na Long Beach dosáhl Andrea de Cesaris pole position s průměrnou rychlostí 141,331 kilometrů za hodinu. Nejlepším závodem pro vůz bylo Monako, kde se de Cesaris umístil na 3. místě.

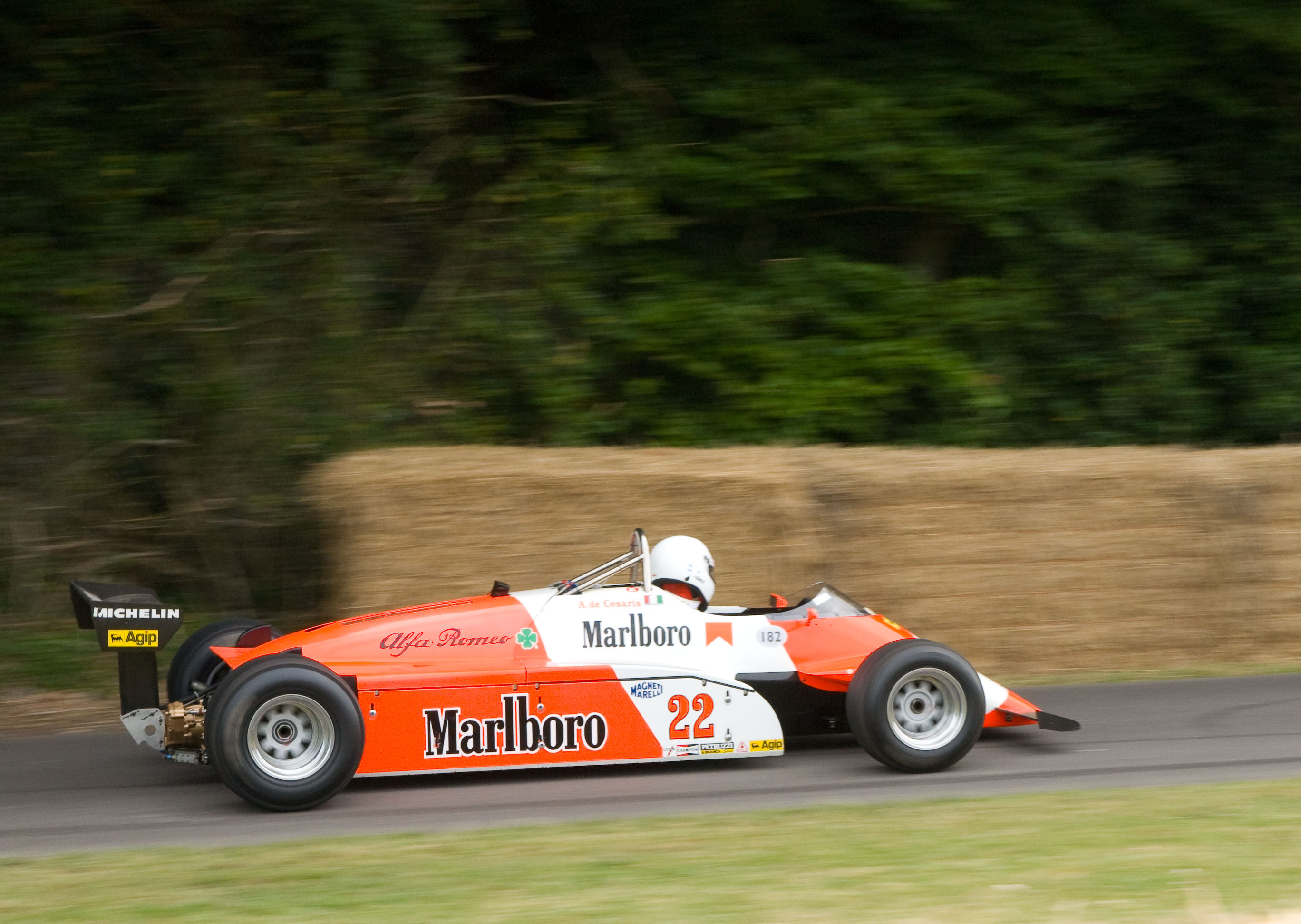
Vůz 182 představený v roce 2010 na Festivalu rychlosti v Goodwoodu.

## Kompletní výsledky ve Formuli 1
| Legenda k tabulce | Legenda k tabulce                                                                       |
| Barva             | Výsledek                                                                                |
| ----------------- | --------------------------------------------------------------------------------------- |
| Zlatá             | Vítěz                                                                                   |
| Stříbrná          | 2. místo                                                                                |
| Bronzová          | 3. místo                                                                                |
| Zelená            | Bodované umístění                                                                       |
| Modrá             | Nebodované umístění                                                                     |
| Modrá             | Dokončil neklasifikován (NC)                                                            |
| Fialová           | Odstoupil (Ret)                                                                         |
| Červená           | Nekvalifikoval se (DNQ)                                                                 |
| Červená           | Nepředkvalifikoval se (DNPQ)                                                            |
| Černá             | Diskvalifikován (DSQ)                                                                   |
| Bílá              | Nestartoval (DNS)                                                                       |
| Bílá              | Závod zrušen (C)                                                                        |
| Světle modrá      | Pouze trénoval (PO)                                                                     |
| Světle modrá      | Páteční testovací jezdec (TD)                                                           |
| Bez barvy         | Netrénoval (DNP)                                                                        |
| Bez barvy         | Vyřazen (EX)                                                                            |
| Bez barvy         | Nepřijel (DNA)                                                                          |
| Bez barvy         | Odvolal účast (WD)                                                                      |
| Bez barvy         | Nezúčastnil se (prázdné)                                                                |
| Označení          | Význam                                                                                  |
| Tučnost           | Pole position                                                                           |
| Kurzíva           | Nejrychlejší kolo                                                                       |
| †                 | Jezdec nedojel do cíle, ale byl klasifikován, protože odjel více než 90 % délky závodu. |
| ‡                 | Byl udělován poloviční počet bodů, protože bylo odjeto méně než 75 % délky závodu.      |
| Horní index       | Umístění bodujících jezdců ve sprintu                                                   |

| Rok  | Tým                      | Motor               | Pneumatiky | Jezdci            | 1   | 2   | 3   | 4   | 5   | 6   | 7   | 8   | 9   | 10  | 11  | 12  | 13  | 14  | 15  | 16  | Body | Umístění  |
| ---- | ------------------------ | ------------------- | ---------- | ----------------- | --- | --- | --- | --- | --- | --- | --- | --- | --- | --- | --- | --- | --- | --- | --- | --- | ---- | --------- |
| 1982 | Marlboro Team Alfa Romeo | Alfa Romeo 1260 V12 | M          |                   | RSA | BRA | USW | SMR | BEL | MON | DET | CAN | NED | GBR | FRA | GER | AUT | SUI | ITA | CPL | 7    | 10. místo |
| 1982 | Marlboro Team Alfa Romeo | Alfa Romeo 1260 V12 | M          | Andrea de Cesaris |     | Ret | Ret | Ret | Ret | 3   | Ret | 6   | Ret | Ret | Ret | Ret | Ret | 10  | 10  | 9   | 7    | 10. místo |
| 1982 | Marlboro Team Alfa Romeo | Alfa Romeo 1260 V12 | M          | Bruno Giacomelli  |     | Ret | Ret | Ret | Ret | Ret | Ret | Ret | 11  | 7   | 9   | 5   | Ret | 12  | Ret | 10  | 7    | 10. místo |